# Eliot Vassamillet
Eliot Vassamillet (* 29. Dezember 2000 in Mons) ist ein belgischer Sänger. Er tritt als Sänger unter seinen Vornamen Eliot in Erscheinung.

## Leben und Karriere
Geboren in Mons im Jahr 2000, wurde Eliot erstmals 2018 bekannt, als er an der siebten Staffel von The Voice Belgique teilnahm.
Am 15. Januar 2019 stellte RTBF den Gymnasiasten Eliot als den belgischen Vertreter für den Eurovision Song Contest 2019 in Tel Aviv, Israel vor. Sein Lied Wake Up und das dazugehörige Musikvideo wurden am 28. Februar 2019 veröffentlicht. Geschrieben wurde das Lied von Pierre Dumoulin, der bereits an der Komposition des Songs City Lights beteiligt war, mit dem die Sängerin Blanche für Belgien den vierten Platz im Finale des Eurovision Song Contest 2017 erreichte. Nach seiner Teilnahme beim ersten Halbfinale konnte er sich jedoch nicht für das Finale des Wettbewerbs qualifizieren.

## Diskografie

### Singles
- 2019: Wake Up